# Michael Lohai
Michael Lohai (14 febbraio 1977) è un calciatore papuano, centrocampista del Kurti Andra.

## Carriera

### Club
Ha giocato nella massima serie papuana con varie squadre.

### Nazionale
Nel 2002 ha esordito con la Nazionale papuana.